# A Mahasz Top 40 albumlistájának első helyezettjei 1990–1999 között
Ez az oldal a Mahasz által minden héten közzé tett Top 40 albumlistájának első helyezettjeit tartalmazza 1990 és 1999 között.

## Első helyezettek

### 1990
| Dátum        | Album             | Előadó |
| ------------ | ----------------- | ------ |
| Október 29.  | Dóra              | Dóra   |
| November 5.  | Dóra              | Dóra   |
| November 12. | Dóra              | Dóra   |
| November 19. | Dóra              | Dóra   |
| November 26. | Dóra              | Dóra   |
| December 3.  | Dóra              | Dóra   |
| December 10. | Tinédzser l’amour | Szandi |
| December 17. | Tinédzser l’amour | Szandi |
| December 24. | Tinédzser l’amour | Szandi |

### 1991
| Dátum          | Album                        | Előadó            |
| -------------- | ---------------------------- | ----------------- |
| December 31.   | Tinédzser l’amour            | Szandi            |
| Január 7.      | Tinédzser l’amour            | Szandi            |
| Január 14.     | Tinédzser l’amour            | Szandi            |
| Január 21.     | Tinédzser l’amour            | Szandi            |
| Január 28.     | Tinédzser l’amour            | Szandi            |
| Február 4.     | Tinédzser l’amour            | Szandi            |
| Február 11.    | Tinédzser l’amour            | Szandi            |
| Február 18.    | Tinédzser l’amour            | Szandi            |
| Február 25.    | Tinédzser l’amour            | Szandi            |
| Március 4.     | 1984                         | Bonanza Banzai    |
| Március 11.    | 1984                         | Bonanza Banzai    |
| Március 18.    | Tinédzser l’amour            | Szandi            |
| Március 25.    | Tinédzser l’amour            | Szandi            |
| Április 1.     | 1984                         | Bonanza Banzai    |
| Április 8.     | 1984                         | Bonanza Banzai    |
| Április 15.    | 1984                         | Bonanza Banzai    |
| Április 22.    | 1984                         | Bonanza Banzai    |
| Április 29.    | Feketében                    | Omen              |
| Május 6.       | Feketében                    | Omen              |
| Május 13.      | Ítéletnap                    | Ossian            |
| Május 20.      | Ítéletnap                    | Ossian            |
| Május 27.      | Ítéletnap                    | Ossian            |
| Június 3.      | Ítéletnap                    | Ossian            |
| Június 10.     | Utálom az egész XX. századot | Beatrice          |
| Június 17.     | Utálom az egész XX. századot | Beatrice          |
| Június 24.     | Indul a mandula!!!           | Republic          |
| Július 1.      | Indul a mandula!!!           | Republic          |
| Július 8.      | Utálom az egész XX. századot | Beatrice          |
| Július 15.     | Utálom az egész XX. századot | Beatrice          |
| Július 22.     | Utálom az egész XX. századot | Beatrice          |
| Július 29.     | Utálom az egész XX. századot | Beatrice          |
| Augusztus 5.   | Filmslágerek magyarul I.     | Különböző előadók |
| Augusztus 12.  | Filmslágerek magyarul I.     | Különböző előadók |
| Augusztus 19.  | Filmslágerek magyarul I.     | Különböző előadók |
| Augusztus 26.  | Filmslágerek magyarul I.     | Különböző előadók |
| Szeptember 2.  | Filmslágerek magyarul I.     | Különböző előadók |
| Szeptember 9.  | Filmslágerek magyarul I.     | Különböző előadók |
| Szeptember 16. | Filmslágerek magyarul I.     | Különböző előadók |
| Szeptember 23. | Filmslágerek magyarul I.     | Különböző előadók |
| Szeptember 30. | Filmslágerek magyarul I.     | Különböző előadók |
| Október 7.     | Filmslágerek magyarul I.     | Különböző előadók |
| Október 14.    | Filmslágerek magyarul I.     | Különböző előadók |
| Október 21.    | Filmslágerek magyarul I.     | Különböző előadók |
| Október 28.    | Gergely Róbert (album)       | Gergely Róbert    |
| November 4.    | Gergely Róbert (album)       | Gergely Róbert    |
| November 11.   | Gergely Róbert (album)       | Gergely Róbert    |
| November 18.   | Gergely Róbert (album)       | Gergely Róbert    |
| November 25.   | Gergely Róbert (album)       | Gergely Róbert    |
| December 2.    | Gergely Róbert (album)       | Gergely Róbert    |
| December 9.    | Gergely Róbert (album)       | Gergely Róbert    |
| December 16.   | Gergely Róbert (album)       | Gergely Róbert    |
| December 23.   | Gergely Róbert (album)       | Gergely Róbert    |

### 1992
| Dátum          | Album                     | Előadó            |
| -------------- | ------------------------- | ----------------- |
| December 30.   | Gergely Róbert            | Gergely Róbert    |
| Január 6.      | Szerelmes szívek          | Szandi            |
| Január 13.     | Szerelmes szívek          | Szandi            |
| Január 20.     | Szerelmes szívek          | Szandi            |
| Január 27.     | Szerelmes szívek          | Szandi            |
| Február 3.     | Szerelmes szívek          | Szandi            |
| Február 10.    | Szerelmes szívek          | Szandi            |
| Február 17.    | Szerelmes szívek          | Szandi            |
| Február 24.    | Szerelmes szívek          | Szandi            |
| Március 2.     | Greatest Hits II.         | Queen             |
| Március 9.     | Greatest Hits II.         | Queen             |
| Március 16.    | Filmslágerek magyarul II. | Különböző előadók |
| Március 23.    | Filmslágerek magyarul II. | Különböző előadók |
| Március 30.    | Filmslágerek magyarul II. | Különböző előadók |
| Április 6.     | Filmslágerek magyarul II. | Különböző előadók |
| Április 13.    | Filmslágerek magyarul II. | Különböző előadók |
| Április 20.    | Filmslágerek magyarul II. | Különböző előadók |
| Április 27.    | Filmslágerek magyarul II. | Különböző előadók |
| Május 4.       | Filmslágerek magyarul II. | Különböző előadók |
| Május 11.      | Filmslágerek magyarul II. | Különböző előadók |
| Május 18.      | Filmslágerek magyarul II. | Különböző előadók |
| Május 25.      | Filmslágerek magyarul II. | Különböző előadók |
| Június 1.      | Filmslágerek magyarul II. | Különböző előadók |
| Június 8.      | Filmslágerek magyarul II. | Különböző előadók |
| Június 15.     | Filmslágerek magyarul II. | Különböző előadók |
| Június 22.     | Filmslágerek magyarul II. | Különböző előadók |
| Június 29.     | Filmslágerek magyarul II. | Különböző előadók |
| Július 6.      | Filmslágerek magyarul II. | Különböző előadók |
| Július 13.     | Filmslágerek magyarul II. | Különböző előadók |
| Július 20.     | Filmslágerek magyarul II. | Különböző előadók |
| Július 27.     | Filmslágerek magyarul II. | Különböző előadók |
| Augusztus 3.   | Búcsúkoncert              | Locomotiv GT      |
| Augusztus 10.  | Búcsúkoncert              | Locomotiv GT      |
| Augusztus 17.  | Zámbó Jimmy II.           | Zámbó Jimmy       |
| Augusztus 24.  | Zámbó Jimmy II.           | Zámbó Jimmy       |
| Augusztus 31.  | Zámbó Jimmy II.           | Zámbó Jimmy       |
| Szeptember 7.  | Zámbó Jimmy II.           | Zámbó Jimmy       |
| Szeptember 14. | Rapülők                   | Rapülők           |
| Szeptember 21. | Rapülők                   | Rapülők           |
| Szeptember 28. | Rapülők                   | Rapülők           |
| Október 5.     | Rapülők                   | Rapülők           |
| Október 12.    | Rapülők                   | Rapülők           |
| Október 19.    | Rapülők                   | Rapülők           |
| Október 26.    | Rapülők                   | Rapülők           |
| November 2.    | Rapülők                   | Rapülők           |
| November 9.    | Rapülők                   | Rapülők           |
| November 16.   | Rapülők                   | Rapülők           |
| November 23.   | Rapülők                   | Rapülők           |
| November 30.   | Rapülők                   | Rapülők           |
| December 7.    | Szerelmek                 | Gergely Róbert    |
| December 14.   | Szerelmek                 | Gergely Róbert    |
| December 21.   | Rapülők                   | Rapülők           |
| December 28.   | Rapülők                   | Rapülők           |

### 1993
| Dátum          | Album                         | Előadó                 |
| -------------- | ----------------------------- | ---------------------- |
| Január 4.      | Rapülők                       | Rapülők                |
| Január 11.     | Rapülők                       | Rapülők                |
| Január 18.     | Rapülők                       | Rapülők                |
| Január 25.     | Rapülők                       | Rapülők                |
| Február 1.     | Rapülők                       | Rapülők                |
| Február 8.     | Rapülők                       | Rapülők                |
| Február 15.    | Rapülők                       | Rapülők                |
| Február 22.    | Rapülők                       | Rapülők                |
| Március 1.     | Számíthatsz rám               | Zámbó Jimmy            |
| Március 8.     | Számíthatsz rám               | Zámbó Jimmy            |
| Március 15.    | Számíthatsz rám               | Zámbó Jimmy            |
| Március 22.    | Számíthatsz rám               | Zámbó Jimmy            |
| Március 29.    | Karcolatok                    | Ákos                   |
| Április 5.     | Karcolatok                    | Ákos                   |
| Április 12.    | Karcolatok                    | Ákos                   |
| Április 19.    | Karcolatok                    | Ákos                   |
| Április 26.    | Karcolatok                    | Ákos                   |
| Május 3.       | Karcolatok                    | Ákos                   |
| Május 10.      | Filmslágerek magyarul III.    | Különböző előadók      |
| Május 17.      | Filmslágerek magyarul III.    | Különböző előadók      |
| Május 24.      | Filmslágerek magyarul III.    | Különböző előadók      |
| Május 31.      | Filmslágerek magyarul III.    | Különböző előadók      |
| Június 7.      | The Bodyguard                 | Filmzene (Több előadó) |
| Június 14.     | The Bodyguard                 | Filmzene (Több előadó) |
| Június 21.     | Filmslágerek magyarul III.    | Különböző előadók      |
| Június 28.     | Filmslágerek magyarul III.    | Különböző előadók      |
| Július 5.      | Happy Nation                  | Ace of Base            |
| Július 12.     | Happy Nation                  | Ace of Base            |
| Július 19.     | Happy Nation                  | Ace of Base            |
| Július 26.     | Happy Nation                  | Ace of Base            |
| Augusztus 2.   | Happy Nation                  | Ace of Base            |
| Augusztus 9.   | Happy Nation                  | Ace of Base            |
| Augusztus 16.  | Happy Nation                  | Ace of Base            |
| Augusztus 23.  | Happy Nation                  | Ace of Base            |
| Augusztus 30.  | Happy Nation                  | Ace of Base            |
| Szeptember 6.  | Happy Nation                  | Ace of Base            |
| Szeptember 13. | Bigger Better Faster And More | 4 Non Blondes          |
| Szeptember 20. | Bigger Better Faster And More | 4 Non Blondes          |
| Szeptember 27. | The Album                     | Haddaway               |
| Október 4.     | The Album                     | Haddaway               |
| Október 11.    | Rapeta                        | Rapülők                |
| Október 18.    | Rapeta                        | Rapülők                |
| Október 25.    | Rapeta                        | Rapülők                |
| November 1.    | Rapeta                        | Rapülők                |
| November 8.    | Rapeta                        | Rapülők                |
| November 15.   | Rapeta                        | Rapülők                |
| November 22.   | Rapeta                        | Rapülők                |
| November 29.   | Rapeta                        | Rapülők                |
| December 6.    | Rapeta                        | Rapülők                |
| December 13.   | Rapeta                        | Rapülők                |
| December 20.   | Rapeta                        | Rapülők                |
| December 27.   | Rapeta                        | Rapülők                |

### 1994
| Dátum          | Album                           | Előadó                          |
| -------------- | ------------------------------- | ------------------------------- |
| Január 3.      | Bravo Hits                      | Különböző előadók               |
| Január 10.     | Bravo Hits                      | Különböző előadók               |
| Január 17.     | Bravo Hits                      | Különböző előadók               |
| Január 24.     | Bravo Hits                      | Különböző előadók               |
| Január 31.     | Bravo Hits                      | Különböző előadók               |
| Február 7.     | Bravo Hits                      | Különböző előadók               |
| Február 14.    | Bravo Hits                      | Különböző előadók               |
| Február 21.    | Bravo Hits                      | Különböző előadók               |
| Február 28.    | Bravo Hits                      | Különböző előadók               |
| Március 7.     | Bravo Hits                      | Különböző előadók               |
| Március 14.    | 1492 - The Conquest Of Paradise | Vangelis                        |
| Március 21.    | 1492 - The Conquest Of Paradise | Vangelis                        |
| Március 28.    | 1492 - The Conquest Of Paradise | Vangelis                        |
| Április 4.     | 1492 - The Conquest Of Paradise | Vangelis                        |
| Április 11.    | Zámbó Jimmy IV.                 | Zámbó Jimmy                     |
| Április 18.    | Zámbó Jimmy IV.                 | Zámbó Jimmy                     |
| Április 25.    | Zámbó Jimmy IV.                 | Zámbó Jimmy                     |
| Május 2.       | Zámbó Jimmy IV.                 | Zámbó Jimmy                     |
| Május 9.       | Ezt egy életen át kell játszani | Hevesi Tamás                    |
| Május 16.      | Ezt egy életen át kell játszani | Hevesi Tamás                    |
| Május 23.      | Ezt egy életen át kell játszani | Hevesi Tamás                    |
| Május 30.      | Ezt egy életen át kell játszani | Hevesi Tamás                    |
| Június 6.      | Zámbó Jimmy IV.                 | Zámbó Jimmy                     |
| Június 13.     | Zámbó Jimmy IV.                 | Zámbó Jimmy                     |
| Június 20.     | Real Things                     | 2 Unlimited                     |
| Június 27.     | Real Things                     | 2 Unlimited                     |
| Július 4.      | Real Things                     | 2 Unlimited                     |
| Július 11.     | Real Things                     | 2 Unlimited                     |
| Július 18.     | Okarina II.                     | Diego Modena, Jean-Philip Audin |
| Július 25.     | Okarina II.                     | Diego Modena, Jean-Philip Audin |
| Augusztus 1.   | Okarina II.                     | Diego Modena, Jean-Philip Audin |
| Augusztus 8.   | Okarina II.                     | Diego Modena, Jean-Philip Audin |
| Augusztus 15.  | Okarina II.                     | Diego Modena, Jean-Philip Audin |
| Augusztus 22.  | Okarina II.                     | Diego Modena, Jean-Philip Audin |
| Augusztus 29.  | Nincs baj, baby                 | Sipos F. Tamás                  |
| Szeptember 5.  | Nincs baj, baby                 | Sipos F. Tamás                  |
| Szeptember 12. | Nincs baj, baby                 | Sipos F. Tamás                  |
| Szeptember 19. | Nincs baj, baby                 | Sipos F. Tamás                  |
| Szeptember 26. | Nincs baj, baby                 | Sipos F. Tamás                  |
| Október 3.     | Nincs baj, baby                 | Sipos F. Tamás                  |
| Október 10.    | Utazás az ismeretlenbe I.       | Tátrai Band                     |
| Október 17.    | Utazás az ismeretlenbe I.       | Tátrai Band                     |
| Október 24.    | Jóslat                          | Bonanza Banzai                  |
| Október 31.    | Jóslat                          | Bonanza Banzai                  |
| November 7.    | Jimmy's Roussos                 | Zámbó Jimmy                     |
| November 14.   | Jimmy's Roussos                 | Zámbó Jimmy                     |
| November 21.   | Jimmy's Roussos                 | Zámbó Jimmy                     |
| November 28.   | Jimmy's Roussos                 | Zámbó Jimmy                     |
| December 5.    | Jimmy's Roussos                 | Zámbó Jimmy                     |
| December 12.   | Jimmy's Roussos                 | Zámbó Jimmy                     |
| December 19.   | Jimmy's Roussos                 | Zámbó Jimmy                     |
| December 26.   | Jimmy's Roussos                 | Zámbó Jimmy                     |

### 1995
| Dátum          | Album                        | Előadó                 |
| -------------- | ---------------------------- | ---------------------- |
| Január 2.      | Jimmy's Roussos              | Zámbó Jimmy            |
| Január 9.      | Jimmy's Roussos              | Zámbó Jimmy            |
| Január 16.     | Jimmy's Roussos              | Zámbó Jimmy            |
| Január 23.     | Jimmy's Roussos              | Zámbó Jimmy            |
| Január 30.     | Patika                       | Filmzene (Több előadó) |
| Február 6.     | Patika                       | Filmzene (Több előadó) |
| Február 13.    | Patika                       | Filmzene (Több előadó) |
| Február 20.    | Patika                       | Filmzene (Több előadó) |
| Február 27.    | Patika                       | Filmzene (Több előadó) |
| Március 6.     | Patika                       | Filmzene (Több előadó) |
| Március 13.    | Patika                       | Filmzene (Több előadó) |
| Március 20.    | Patika                       | Filmzene (Több előadó) |
| Március 27.    | Patika                       | Filmzene (Több előadó) |
| Április 3.     | Patika                       | Filmzene (Több előadó) |
| Április 10.    | Mindenki valakié             | Horváth Charlie        |
| Április 17.    | Mindenki valakié             | Horváth Charlie        |
| Április 24.    | Mindenki valakié             | Horváth Charlie        |
| Május 1.       | Mindenki valakié             | Horváth Charlie        |
| Május 8.       | Bravo Hits IV.               | Különböző előadók      |
| Május 15.      | Bravo Hits IV.               | Különböző előadók      |
| Május 22.      | Bravo Hits IV.               | Különböző előadók      |
| Május 29.      | Bravo Hits IV.               | Különböző előadók      |
| Június 5.      | Ébredj fel Rock'N'Rollia     | Hungária               |
| Június 12.     | Ébredj fel Rock'N'Rollia     | Hungária               |
| Június 19.     | Ébredj fel Rock'N'Rollia     | Hungária               |
| Június 26.     | Ébredj fel Rock'N'Rollia     | Hungária               |
| Július 3.      | Ébredj fel Rock'N'Rollia     | Hungária               |
| Július 10.     | Ébredj fel Rock'N'Rollia     | Hungária               |
| Július 17.     | Scatman’s World              | Scatman John           |
| Július 24.     | Scatman’s World              | Scatman John           |
| Július 31.     | Scatman’s World              | Scatman John           |
| Augusztus 7.   | Scatman’s World              | Scatman John           |
| Augusztus 14.  | Scatman’s World              | Scatman John           |
| Augusztus 21.  | Scatman’s World              | Scatman John           |
| Augusztus 28.  | Einstand                     | Pa-dö-dő               |
| Szeptember 4.  | Einstand                     | Pa-dö-dő               |
| Szeptember 11. | Tüzet viszek                 | Republic               |
| Szeptember 18. | Tüzet viszek                 | Republic               |
| Szeptember 25. | Tüzet viszek                 | Republic               |
| Október 2.     | Tüzet viszek                 | Republic               |
| Október 9.     | Tüzet viszek                 | Republic               |
| Október 16.    | Tüzet viszek                 | Republic               |
| Október 23.    | Tüzet viszek                 | Republic               |
| Október 30.    | Tüzet viszek                 | Republic               |
| November 6.    | Tüzet viszek                 | Republic               |
| November 13.   | Tüzet viszek                 | Republic               |
| November 20.   | Szeress, hogy szerethessenek | Zámbó Jimmy            |
| November 27.   | Szeress, hogy szerethessenek | Zámbó Jimmy            |
| December 4.    | Szeress, hogy szerethessenek | Zámbó Jimmy            |
| December 11.   | Szeress, hogy szerethessenek | Zámbó Jimmy            |
| December 18.   | Szeress, hogy szerethessenek | Zámbó Jimmy            |
| December 25.   | Szeress, hogy szerethessenek | Zámbó Jimmy            |

### 1996
| Dátum          | Album                        | Előadó             |
| -------------- | ---------------------------- | ------------------ |
| Január 1.      | Szeress, hogy szerethessenek | Zámbó Jimmy        |
| Január 8.      | Szeress, hogy szerethessenek | Zámbó Jimmy        |
| Január 15.     | Szeress, hogy szerethessenek | Zámbó Jimmy        |
| Január 22.     | Tüzet viszek                 | Republic           |
| Január 29.     | Tüzet viszek                 | Republic           |
| Február 5.     | Szeress, hogy szerethessenek | Zámbó Jimmy        |
| Február 12.    | Szeress, hogy szerethessenek | Zámbó Jimmy        |
| Február 19.    | III.                         | Hip Hop Boyz       |
| Február 26.    | III.                         | Hip Hop Boyz       |
| Március 4.     | III.                         | Hip Hop Boyz       |
| Március 11.    | III.                         | Hip Hop Boyz       |
| Március 18.    | III.                         | Hip Hop Boyz       |
| Március 25.    | Élő dalok                    | Ákos               |
| Április 1.     | III.                         | Hip Hop Boyz       |
| Április 8.     | Our Happy Hardcore           | Scooter            |
| Április 15.    | Liba liba                    | L'art pour l'art   |
| Április 22.    | Liba liba                    | L'art pour l'art   |
| Április 29.    | Liba liba                    | L'art pour l'art   |
| Május 6.       | Eleven                       | Tankcsapda         |
| Május 13.      | A csillagok háborognak       | Irigy Hónaljmirigy |
| Május 20.      | Older                        | George Michael     |
| Május 27.      | We See The Same Sun          | Mr. President      |
| Június 3.      | A csillagok háborognak       | Irigy Hónaljmirigy |
| Június 10.     | Load                         | Metallica          |
| Június 17.     | Load                         | Metallica          |
| Június 24.     | Dreamland                    | Robert Miles       |
| Július 1.      | Dreamland                    | Robert Miles       |
| Július 8.      | Dreamland                    | Robert Miles       |
| Július 15.     | Dreamland                    | Robert Miles       |
| Július 22.     | Dreamland                    | Robert Miles       |
| Július 29.     | Dreamland                    | Robert Miles       |
| Augusztus 5.   | Dreamland                    | Robert Miles       |
| Augusztus 12.  | The Score                    | Fugees             |
| Augusztus 19.  | The Score                    | Fugees             |
| Augusztus 26.  | The Score                    | Fugees             |
| Szeptember 2.  | The Score                    | Fugees             |
| Szeptember 9.  | Backstreet Boys              | Backstreet Boys    |
| Szeptember 16. | Voyager                      | Mike Oldfield      |
| Szeptember 23. | Igen                         | Republic           |
| Szeptember 30. | Igen                         | Republic           |
| Október 7.     | Igen                         | Republic           |
| Október 14.    | Igen                         | Republic           |
| Október 21.    | Dauer                        | Happy Gang         |
| Október 28.    | Dauer                        | Happy Gang         |
| November 4.    | Almost Heaven                | Kelly Family       |
| November 11.   | World in Motion              | DJ BoBo            |
| November 18.   | Mit akarsz a boldogságtól    | Zámbó Jimmy        |
| November 25.   | Mit akarsz a boldogságtól    | Zámbó Jimmy        |
| December 2.    | Buli van Aprajafalván!       | Hupikék törpikék   |
| December 9.    | Buli van Aprajafalván!       | Hupikék törpikék   |
| December 16.   | Buli van Aprajafalván!       | Hupikék törpikék   |
| December 23.   | Buli van Aprajafalván!       | Hupikék törpikék   |

### 1997
| Dátum          | Album                     | Előadó                 |
| -------------- | ------------------------- | ---------------------- |
| December 30.   | Buli van Aprajafalván!    | Hupikék törpikék       |
| Január 6.      | Buli van Aprajafalván!    | Hupikék törpikék       |
| Január 13.     | Buli van Aprajafalván!    | Hupikék törpikék       |
| Január 20.     | Buli van Aprajafalván!    | Hupikék törpikék       |
| Január 27.     | Travelling Without Moving | Jamiroquai             |
| Február 3.     | Travelling Without Moving | Jamiroquai             |
| Február 10.    | Buli van Aprajafalván!    | Hupikék törpikék       |
| Február 17.    | Buli van Aprajafalván!    | Hupikék törpikék       |
| Február 24.    | Csinibaba                 | Filmzene (Több előadó) |
| Március 3.     | Csinibaba                 | Filmzene (Több előadó) |
| Március 10.    | Csinibaba                 | Filmzene (Több előadó) |
| Március 17.    | Csinibaba                 | Filmzene (Több előadó) |
| Március 24.    | Beavatás                  | Ákos                   |
| Március 31.    | Csinibaba                 | Filmzene (Több előadó) |
| Április 7.     | Csinibaba                 | Filmzene (Több előadó) |
| Április 14.    | Csinibaba                 | Filmzene (Több előadó) |
| Április 21.    | Törparty                  | Hupikék törpikék       |
| Április 28.    | Törparty                  | Hupikék törpikék       |
| Május 5.       | Törparty                  | Hupikék törpikék       |
| Május 12.      | Törparty                  | Hupikék törpikék       |
| Május 19.      | Törparty                  | Hupikék törpikék       |
| Május 26.      | Törparty                  | Hupikék törpikék       |
| Június 2.      | Törparty                  | Hupikék törpikék       |
| Június 9.      | Törparty                  | Hupikék törpikék       |
| Június 16.     | Törparty                  | Hupikék törpikék       |
| Június 23.     | Törparty                  | Hupikék törpikék       |
| Június 30.     | The Fat of the Land       | The Prodigy            |
| Július 7.      | The Fat of the Land       | The Prodigy            |
| Július 14.     | The Fat of the Land       | The Prodigy            |
| Július 21.     | The Fat of the Land       | The Prodigy            |
| Július 28.     | The Beginning             | Brooklyn Bounce        |
| Augusztus 4.   | The Beginning             | Brooklyn Bounce        |
| Augusztus 11.  | The Beginning             | Brooklyn Bounce        |
| Augusztus 18.  | Pusszantás mindenkinek    | Hofi Géza              |
| Augusztus 25.  | Backstreet's Back         | Backstreet Boys        |
| Szeptember 1.  | Pusszantás mindenkinek    | Hofi Géza              |
| Szeptember 8.  | Connector 567.            | Tankcsapda             |
| Szeptember 15. | Pusszantás mindenkinek    | Hofi Géza              |
| Szeptember 22. | Pusszantás mindenkinek    | Hofi Géza              |
| Szeptember 29. | Pusszantás mindenkinek    | Hofi Géza              |
| Október 6.     | Pusszantás mindenkinek    | Hofi Géza              |
| Október 13.    | ÚjRaMIX                   | Ákos                   |
| Október 20.    | ÚjRaMIX                   | Ákos                   |
| Október 25.    | 424                       | Locomotiv GT           |
| November 3.    | 424                       | Locomotiv GT           |
| November 10.   | 424                       | Locomotiv GT           |
| November 17.   | Buli a hóban!             | Hupikék törpikék       |
| November 24.   | Buli a hóban!             | Hupikék törpikék       |
| December 1.    | Buli a hóban!             | Hupikék törpikék       |
| December 8.    | Buli a hóban!             | Hupikék törpikék       |
| December 15.   | Buli a hóban!             | Hupikék törpikék       |
| December 22.   | Buli a hóban!             | Hupikék törpikék       |

### 1998
| Dátum          | Album                | Előadó                 |
| -------------- | -------------------- | ---------------------- |
| December 29.   | Buli a hóban!        | Hupikék törpikék       |
| Január 5.      | Buli a hóban!        | Hupikék törpikék       |
| Január 12.     | Buli a hóban!        | Hupikék törpikék       |
| Január 19.     | A miniszter félrelép | Filmzene (Több előadó) |
| Január 26.     | A miniszter félrelép | Filmzene (Több előadó) |
| Február 2.     | Titanic              | Filmzene (Több előadó) |
| Február 9.     | Titanic              | Filmzene (Több előadó) |
| Február 16.    | Titanic              | Filmzene (Több előadó) |
| Február 23.    | Titanic              | Filmzene (Több előadó) |
| Március 2.     | Titanic              | Filmzene (Több előadó) |
| Március 9.     | Titanic              | Filmzene (Több előadó) |
| Március 16.    | Ray of Light         | Madonna                |
| Március 23.    | Titanic              | Filmzene (Több előadó) |
| Március 30.    | Snassz Vegas!        | Irigy Hónaljmirigy     |
| Április 6.     | Snassz Vegas!        | Irigy Hónaljmirigy     |
| Április 13.    | Hajrá törpök!        | Hupikék törpikék       |
| Április 20.    | Hajrá törpök!        | Hupikék törpikék       |
| Április 27.    | Back for Good        | Modern Talking         |
| Május 4.       | Back for Good        | Modern Talking         |
| Május 11.      | Back for Good        | Modern Talking         |
| Május 18.      | Back for Good        | Modern Talking         |
| Május 25.      | Back for Good        | Modern Talking         |
| Június 1.      | Back for Good        | Modern Talking         |
| Június 8.      | Back for Good        | Modern Talking         |
| Június 15.     | Back for Good        | Modern Talking         |
| Június 22.     | Fogadj örökbe        | Zámbó Jimmy            |
| Június 29.     | Fogadj örökbe        | Zámbó Jimmy            |
| Július 6.      | Fogadj örökbe        | Zámbó Jimmy            |
| Július 13.     | Fogadj örökbe        | Zámbó Jimmy            |
| Július 20.     | Fogadj örökbe        | Zámbó Jimmy            |
| Július 27.     | Fogadj örökbe        | Zámbó Jimmy            |
| Augusztus 3.   | Back for Good        | Modern Talking         |
| Augusztus 10.  | No Time To Chill     | Scooter                |
| Augusztus 17.  | No Time To Chill     | Scooter                |
| Augusztus 24.  | No Time To Chill     | Scooter                |
| Augusztus 31.  | Kossuth-díj          | Hofi Géza              |
| Szeptember 7.  | Kossuth-díj          | Hofi Géza              |
| Szeptember 14. | Kossuth-díj          | Hofi Géza              |
| Szeptember 21. | Ikon                 | Ákos                   |
| Szeptember 28. | Ikon                 | Ákos                   |
| Október 5.     | Ikon                 | Ákos                   |
| Október 12.    | Holdfényexpressz     | Kispál és a Borz       |
| Október 19.    | Kossuth díj          | Hofi Géza              |
| Október 26.    | Kossuth díj          | Hofi Géza              |
| November 2.    | Kossuth díj          | Hofi Géza              |
| November 9.    | Kossuth díj          | Hofi Géza              |
| November 16.   | Apraja nagyja        | Hupikék törpikék       |
| November 23.   | Apraja nagyja        | Hupikék törpikék       |
| November 30.   | Apraja nagyja        | Hupikék törpikék       |
| December 7.    | Apraja nagyja        | Hupikék törpikék       |
| December 14.   | Apraja nagyja        | Hupikék törpikék       |
| December 21.   | Apraja nagyja        | Hupikék törpikék       |
| December 28.   | Ladies and Gentleman | George Michael         |

### 1999
| Dátum          | Album                       | Előadó                    |
| -------------- | --------------------------- | ------------------------- |
| Január 4.      | Apraja nagyja               | Hupikék törpikék          |
| Január 11.     | Kalózok                     | Jazz+Az                   |
| Január 18.     | Kalózok                     | Jazz+Az                   |
| Január 25.     | Kalózok                     | Jazz+Az                   |
| Február 1.     | Kalózok                     | Jazz+Az                   |
| Február 8.     | Kalózok                     | Jazz+Az                   |
| Február 15.    | Helldorádó                  | Ganxsta Zolee és a Kartel |
| Február 22.    | Helldorádó                  | Ganxsta Zolee és a Kartel |
| Március 1.     | Helldorádó                  | Ganxsta Zolee és a Kartel |
| Március 8.     | Helldorádó                  | Ganxsta Zolee és a Kartel |
| Március 15.    | Helldorádó                  | Ganxsta Zolee és a Kartel |
| Március 22.    | Helldorádó                  | Ganxsta Zolee és a Kartel |
| Március 29.    | Alone                       | Modern Talking            |
| Április 5.     | Helldorádó                  | Ganxsta Zolee és a Kartel |
| Április 12.    | Helldorádó                  | Ganxsta Zolee és a Kartel |
| Április 19.    | Helldorádó                  | Ganxsta Zolee és a Kartel |
| Április 26.    | Helldorádó                  | Ganxsta Zolee és a Kartel |
| Május 3.       | Ismerj fel - Best of Ákos   | Ákos                      |
| Május 10.      | Ismerj fel - Best of Ákos   | Ákos                      |
| Május 17.      | Ezüst eső                   | Ámokfutók                 |
| Május 24.      | Ezüst eső                   | Ámokfutók                 |
| Május 31.      | Ezüst eső                   | Ámokfutók                 |
| Június 7.      | Ezüst eső                   | Ámokfutók                 |
| Június 14.     | Ezüst eső                   | Ámokfutók                 |
| Június 21.     | Ezüst eső                   | Ámokfutók                 |
| Június 28.     | Egy nyár a flörtben         | DJ Sterbinszky            |
| Július 5.      | Egy nyár a flörtben         | DJ Sterbinszky            |
| Július 12.     | Egy nyár a flörtben         | DJ Sterbinszky            |
| Július 19.     | Tierra de Nadine            | Hevia                     |
| Július 26.     | Tierra de Nadine            | Hevia                     |
| Augusztus 2.   | Tierra de Nadine            | Hevia                     |
| Augusztus 9.   | Tierra de Nadine            | Hevia                     |
| Augusztus 16.  | Tierra de Nadine            | Hevia                     |
| Augusztus 23.  | Tierra de Nadine            | Hevia                     |
| Augusztus 30.  | Tierra de Nadine            | Hevia                     |
| Szeptember 6.  | Tierra de Nadine            | Hevia                     |
| Szeptember 13. | Tierra de Nadine            | Hevia                     |
| Szeptember 20. | Tierra de Nadine            | Hevia                     |
| Szeptember 27. | A Little Bit of Mambo       | Lou Bega                  |
| Október 4.     | The Name Is Bon...          | Bon-Bon                   |
| Október 11.    | Back To The Heavyweight Jam | Scooter                   |
| Október 18.    | Nem szabad sírni            | V-Tech                    |
| Október 25.    | Selejtező                   | Irigy Hónaljmirigy        |
| November 1.    | Selejtező                   | Irigy Hónaljmirigy        |
| November 8.    | Selejtező                   | Irigy Hónaljmirigy        |
| November 15.   | Selejtező                   | Irigy Hónaljmirigy        |
| November 22.   | Selejtező                   | Irigy Hónaljmirigy        |
| November 29.   | Dalban mondom el            | Zámbó Jimmy               |
| December 6.    | Hupikék Törpkarácsony       | Hupikék törpikék          |
| December 13.   | Dalban mondom el            | Zámbó Jimmy               |
| December 20.   | Egynek jó                   | Jazz+Az                   |
| December 27.   | Dalban mondom el            | Zámbó Jimmy               |